# 黄友葵
黄友葵（1908年5月2日—1990年9月1日），女，湖南湘潭人，中国女高音歌唱家，声乐教育家，中国音乐家协会理事，曾与喻宜萱、周小燕、郎毓秀并称“中国四大女高音”。

## 生平
1908年5月2日（农历四月初三），黄友葵出生于湘潭一个翰林围子，她有两个姐姐。1915年，黄友葵进入美国长老会在湘潭兴办的光道女子小学就读，结识传教士O. J. Dyson夫妇后开始学习钢琴。1920年，黄友葵小学毕业后考入长沙福湘女中，与杨开慧、李淑一同校，当时的国文教师为李淑一之父李肖聃。1924年，黄友葵从福湘女中毕业后，留校担任钢琴教师。
1926年黄友葵父亲去世，黄友葵等三姐妹随母亲黄罗良瑗投奔在苏州谋职的舅父罗良铸。黄友葵当年考入金陵女子文理学院，攻读生物专业，1927年转学到苏州东吴大学继续攻读生物专业，同时继续学习钢琴。1929年，东吴大学校长杨永清赴美国阿拉巴马女子大学考察后，决定拨出奖学金，选取一名公费生赴美留学，黄友葵遂被选中，1930年抵达阿拉巴马女子大学修读陶瓷图案设计，同年报名参加该校业余合唱队，被身为男中音歌唱家的音乐系主任波尔切斯发现音乐天赋，波尔切斯遂动员黄友葵改学音乐专业，1931年正式转入音乐系，1933年8月毕业，返回东吴大学后受校长杨永清之托创办音乐系。
1935年，黄友葵在东吴大学工作的同时，每两周自费赴沪随任教于国立音乐专科学校的苏联男低音歌唱家苏石林学习声乐。1936年，黄友葵经上海工部局乐队指挥梅百器推荐，参加上海雅乐社举办的海顿清唱剧《创世纪》演出，担任女高音独唱，次年在上海兰心大戏院与斯義桂搭档出演以《聊斋志异》为题材创作的歌剧《柳娘》。1937年7月4日，黄友葵与英美文学研究专家陈嘉结婚，女儿陈励先1938年9月出生，儿子陈凯先1943年11月出生。
1956年，黄友葵成为中国共产党预备党员，次年转为正式党员，1958年调任南京艺术学院音乐系教授、系主任。